# Kijevčiće
Kijevčiće en serbe latin et Kijevçiq en albanais (en serbe cyrillique : Кијевчиће) est une localité du Kosovo située dans la commune/municipalité de Leposavić/Leposaviq, district de Mitrovicë/Kosovska Mitrovica. Selon des estimations de 2009 comptabilisées pour le recensement kosovar de 2011, elle compte 284 habitants, dont une majorité de Serbes.

## Géographie
Kijevčiće/Kijevçiq est situé à 7 km à l'est de Leposavić/Leposaviq, sur la rive droite de la Leposavska reka, un affluent droit de l'Ibar. Le village fait partie de la communauté locale de Leposavić/Leposaviq.

## Histoire
Le village est mentionné pour la première fois en 1315, dans une charte du roi serbe Stefan Milutin. L'église Saint-Élie a été pillée et incendiée par les Albanais en 1876.

## Démographie

### Évolution historique de la population dans la localité
| 1948 | 1953 | 1961 | 1971 | 1981 | 1991 | 2009 |
| ---- | ---- | ---- | ---- | ---- | ---- | ---- |
| 190  | 224  | 271  | 266  | 235  | 242  | 284  |

|  |